# Rochester Royals 1948-1949
La stagione 1948-49 dei Rochester Royals fu la 1ª nella BAA (dalla stagione seguente NBA) per la franchigia.
I Rochester Royals vinsero la Western Division con un record di 45-15. Nei play-off vinsero nel primo turno con i St. Louis Bombers (2-0), perdendo poi nella finale della Western Division con i Minneapolis Lakers (2-0).

## Roster
| N°    | Naz.                   | Ruolo | Sportivo       | Anno | Alt. | Peso |
| ----- | ---------------------- | ----- | -------------- | ---- | ---- | ---- |
| 9     | Stati Uniti (bandiera) | G     | Bobby Wanzer   | 1921 | 183  | 77   |
| 10    | Stati Uniti (bandiera) | AC    | Andy Duncan    | 1922 | 198  | 88   |
| 10-12 | Stati Uniti (bandiera) | AC    | Bob Fitzgerald | 1923 | 196  | 86   |
| 11    | Stati Uniti (bandiera) | GA    | Bob Davies     | 1920 | 183  | 79   |
| 12    | Stati Uniti (bandiera) | G     | Lionel Malamed | 1924 | 175  | 68   |
| 13    | Stati Uniti (bandiera) | GA    | Andrew Levane  | 1920 | 188  | 86   |
| 14    | Stati Uniti (bandiera) | AC    | Arnie Risen    | 1924 | 206  | 91   |
| 15    | Stati Uniti (bandiera) | G     | Fran Curran    | 1925 | 183  | 79   |
| 16    | Stati Uniti (bandiera) | G     | Red Holzman    | 1920 | 178  | 79   |
| 17    | Stati Uniti (bandiera) | AC    | Arnie Johnson  | 1920 | 196  | 107  |
| 18    | Stati Uniti (bandiera) | AC    | Mike Novak     | 1915 | 206  | 99   |
| 19    | Stati Uniti (bandiera) | GA    | Bill Calhoun   | 1927 | 191  | 82   |

## Staff tecnico
- Allenatore: Les Harrison
- Vice-allenatore: Eddie Malanowicz